# Abația Saint-Pierre de Jumièges
Abația Saint-Pierre de Jumièges (în franceză Abbaye Saint-Pierre de Jumièges) a fost fondată de sfântul Philibert, fiu al contelui franc de Gasconia, pe la anul 654 pe un domeniu al fiscului regal la Jumièges.

## Studii
Roger Martin du Gard, laureat al Premiului Nobel pentru Literatură, a obținut licență ca arhivist paleograf cu o teză despre ruinele abației Jumièges.